# Simon (naam)
Simon (Hebreeuws שִׁמְע , Šimʿon) is een uit het Hebreeuws afkomstige naam, die "Hij [God] heeft gehoord" betekent. De oorspronkelijke vorm is Simeon, dat in het Grieks geschreven wordt als Simon. Een andere verklaring voor de herkomst van de naam is dat deze afgeleid is van de Griekse naam Simoon, die afgeleid is van het Griekse woord simos dat `met een stompe neus' betekent. Zo zou de naam Simon dus "Hij met de stompe neus" betekenen.
Simon kan zowel een voornaam als een achternaam zijn. Hoewel Simon ook als vrouwelijke naam kan gebruikt worden, bestaat de vrouwelijke vorm Simone. Ook wordt Mona (en afleidingen) gezien als vrouwelijke vorm.

## Oudste voorkomen
De naam komt in het Oude Testament voor als Simeon, de tweede zoon van aartsvader Jakob en Lea, en staat ook voor de stam Simeon. Het is onduidelijk hoeveel en welke Simonnen in het Nieuwe Testament er precies zijn.

## Varianten

### In andere talen
- Catalaans: Simó
- Chinees: 西蒙/西蒙 (Xī méng), 西門/西门 (Xī mén)
- Duits: Simon (met de ⟨s⟩ als /z/ uitgesproken)
- Engels: Simon
- Fins: Simon
- Frans: Simon (met Klemtoon op laatste lettergreep)
- Gascons: Semen
- Hebreeuws: שמעון
- Hongaars: Simon
- Iers: Síomón
- Italiaans: Simone (met klemtoon op voorlaatste lettergreep en de eind-e lang (ee) uitgesprèèoken)
- Japans: シモン (Simon/Shimon)  (met de ⟨si⟩ of ⟨shi⟩ als /ɕi/ uitgesproken), サイモン (Saimon)  (transcriptie van de Engels name)
- Koreaans: 시몬 (Simon) (met de ⟨si⟩ als /ɕi/ uitgesproken)
- Noors: Simen
- Pools: Szymon
- Portugees: Simão
- Russisch: Симон, Семён
- Spaans: Simón
- Tsjechisch: Šimon
- Zweeds: Simon

## Personen

### Bekende Nederlandse naamdragers
- Simon Bischop, theoloog
- Simon Carmiggelt, schrijver
- Simon Cavendish, internetpionier
- Simon de Danser, piraat
- Simon Keizer, zanger
- Simon Koene, beeldend kunstenaar, etser
- Simon Kuipers, schaatser
- Simon Lévelt, koffiehandelaar
- Simon van der Meer, natuurkundige
- Simon van der Stel, ontdekkingsreiziger
- Simon Tahamata, voetballer
- Simon Vestdijk, schrijver
- Simon Vinkenoog, schrijver
- Simon Vissering, hoogleraar en politicus
- Simon de Vries Czn, politicus
- Simon Vroemen, atleet
- Simon de Waal, scenarist
- Simon van Wattum, journalist en schrijver
- Simon Visser, zanger/entertainer

### Bekende Belgische naamdragers
- Simon Stevin, wiskundige en ingenieur

### Bekende Duitse naamdragers
- Simon Cziommer, voetballer

### Bekende internationale naamdragers
- Simon Ammann, Zwitsers schansspringer
- Simón Bolívar, Zuid-Amerikaans vrijheidsstrijder
- Simon le Bon, Brits zanger
- Simone Borgheresi, Italiaans wielrenner
- Simone Cadamuro, Italiaans wielrenner
- Simon Colosimo, Australisch voetballer
- Simon Conway Morris, Brits paleontoloog
- Simon Davies, Welsh voetballer
- Simon Ford, Jamaicaans voetballer
- Simon Gallup, Brits bassist
- Simon Gerrans, Australisch wielrenner
- Simone Inzaghi, Italiaans voetballer
- Simon Jeffes, Brits muzikant
- Simon Antoine Jean LHuillier, Zwitsers wiskundige
- Simon Magus, Samaritaans gnosticus
- Simon Marius, Duits astronoom
- Simon Ockley, Brits historicus
- Simon Paulli, Deense arts en natuuronderzoeker
- Simon Pegg, Brits acteur
- Shimon Peres, Israëlisch politicus
- Simon Phillips, Brits drummer
- Simon Rix, Brits bassist
- Simón Ruiz, Ecuadoraans voetballer
- Simon Vukčević, Montenegrijns voetballer
- Simon Walter, Zwitsers atleet
- Simon Wiesenthal, Oostenrijks nazi-jager
- Simon Whitlock, Australisch darter
- Simon Williams, Brits schaker

### Dragers van de voornaam Simeon
- Simeon (zoon van Jakob)
- Simeon van Perzië, bisschop
- Simeon (Nieuwe Testament) (1e eeuw)
- Simeon van Jeruzalem († ca. 107), bisschop
- Simeon de Pilaarheilige (5e eeuw)
- Simeon van Trier († 1035), kluizenaar die gestorven is in de Porta Nigra
- Simeon ten Holt (1923), Nederlands componist

### Achternaam
Voorbeelden van bekende personen die Simon als hun achternaam hebben:
- Carly Simon, Amerikaans zangeres
- Claude Simon, Frans schrijver
- Diederik Simon, Nederlands roeier
- Edgardo Simón, Argentijns wielrenner
- Eugène Simon, (1848-1924), een Frans arachnoloog
- François Simon, Frans wielrenner
- Gilles Simon, Frans tennisser
- Herbert Simon, Amerikaans wetenschapper
- Jerôme Simon, Frans wielrenner
- Július Šimon, Slowaaks voetballer
- Krisztián Simon, Hongaars voetballer
- Moses Simon, Nigeriaans voetballer
- Neil Simon, Amerikaans toneelschrijver
- Pascal Simon, Frans wielrenner
- Paul Simon, Amerikaans zanger
- Régis Simon, Frans wielrenner

Dragers van de van Simon afgeleide naam Simons zijn o.a.:
- Danny Simons, Belgisch triatleet
- Gardell Simons, Amerikaans componist, muziekpedagoog en trombonist
- Gerrit Simons, Nederlands politicus
- Hein Simons, Nederlands zanger
- Jan Siemons, Nederlands wielrenner
- Jos Simons, Vlaams acteur
- Jozef Simons, Vlaams schrijver en dichter
- Judikje Simons, Nederlands gymnaste
- Marijn Simons, Nederlands violist, componist en dirigent
- Peter Simons, Belgisch regisseur
- Sylvana Simons, Nederlands televisiepresentatrice

Zie ook personen met de achternaam Simonis. De uitgang -s of -is betekent "zoon van".

### Joodse hogepriesters
Diverse Joodse hogepriesters dragen de naam Simon:
- Simon I (begin 3e eeuw v.Chr.)
- Simon II (219-190 v.Chr.)
- Simon Makkabeüs (143-134 v.Chr.)
- Simon de Rechtvaardige, identiek aan Simon I of Simon II
- Simon ben Boëthus (29-5 v.Chr.)
- Simon ben Kamithus (17-18 na Chr.)
- Simon Cantheras ben Boëthus (41-43 na Chr.)

### Fictieve naamdragers
- Simon Filister (Harry Potter)
- Simon Stokvis (Toen was geluk heel gewoon)

### Andere namen
- De graaf van Saint-Simon, voluit Claude Henri de Rouvroy
- De voornaam van Petrus voordat hij Jezus' volgeling werd (Simon BarJona)
- De apostel Simon, bijgenaamd De Zeloot of De IJveraar
- Simeon van Jeruzalem, mogelijk identiek met apostel Simon
- Simon de Makkabeeër
- Simon Magus
- Simon van Limburg
- Simon & Garfunkel
- de heilige Simeon van Trier
- Sint Simeon de Pilaarheilige
- Simon was de 15e patriarch van de Maronitische Kerk
- Simon was de 26e patriarch van de Maronitische Kerk (1245-1277)
- Simon was de 29e patriarch van de Maronitische Kerk (1297-1339)